# Acalolepta luxuriosa
Acalolepta luxuriosa es una especie de escarabajo del género Acalolepta, familia Cerambycidae. Fue descrita científicamente por Bates en 1873.
Habita en China, Japón, Rusia y Taiwán. Mide entre 15 y 40 mm. El período de vuelo de esta especie ocurre en los meses de junio, julio, agosto, septiembre y octubre.